# Conotrachelus albipunctatus
Conotrachelus albipunctatus – gatunek chrząszcza z rodziny ryjkowcowatych.

## Zasięg występowania
Ameryka Południowa, notowany w Wenezueli.

## Budowa ciała
Pokrywy i przedplecze pokryte dużymi, postrzępionymi guzkami.
Ubarwienie ciała szarobrązowe z jasnobrązowymi guzkami. Na pokrywach żółte plamki oraz białe, poprzeczne pręgi.